# Station Nagoya
Station Nagoya (Japans: 名古屋駅, Nagoya-eki) is een spoorwegstation van Central Japan Railway Company (JR Central) in de Japanse stad Nagoya. Het station is met 410.000 m² vloeroppervlakte het grootste station ter wereld. Het station kenmerkt zich door het 50 verdiepingen tellende JR Central Towers, het hoofdkwartier van de JR Central en twee hoge torens met een hotel en kantoren, welke meegeteld worden in de totale vloeroppervlakte. 
Het huidige station is opgeleverd op 20 december 1999. Per dag maken gemiddeld 1,14 miljoen reizigers gebruik van het station, waardoor het station de zesde plaats in neemt in de lijst met drukste stations in Japan.
Het station is ook verbonden met de stations Kintetsu Nagoya aan de Kintetsu Nagoya-lijn en met station Meitetsu Nagoya aan de Nagoya Hoofdlijn.
Tokio · Shinagawa · Shin-Yokohama · Odawara · Atami · Mishima · Shin-Fuji · Shizuoka · Kakegawa · Hamamatsu · Toyohashi · Mikawa-Anjo · Nagoya · Gifu-Hashima · Maibara · Kioto · Shin-Osaka